# Batalla de El Pari
La batalla de El Pari tuvo lugar el 21 de noviembre de 1816, cerca del pueblo de Santa Cruz de la Sierra. Es considerada la batalla más sangrienta de la guerra de independencia hispanoamericana y de América en general, ya que de aproximadamente tres mil combatientes, solo doscientos hombres sobrevivieron en el ejército realista y unos trescientos cincuenta de las fuerzas patriotas, tras siete horas de intenso combate. Entre las tantas bajas patriotas se recuerda al coronel Ignacio Warnes, quien lideró y gobernó la provincia de Santa Cruz de la Sierra de 1813 a 1816.

## Antecedentes
Durante la segunda expedición auxiliadora al Alto Perú, el coronel Ignacio Warnes había sido designado en 1813 por el general Manuel Belgrano como gobernador de Santa Cruz de la Sierra. Como consecuencia de las derrotas en las batallas de Vilcapugio y Ayohuma a fines de 1813, el ejército de Belgrano se retira del Alto Perú, dejando aislados diversos territorios en donde la guerra continua en forma de guerrillas, lo que se conoce como republiquetas. El general Juan Antonio Álvarez de Arenales, líder en la región andina, y el coronel Ignacio Warnes, al frente de la llamada Republiqueta de Santa Cruz, que era la más grande en extensión y contaba con un ejército formal.
Mientras que Warnes realizaba una expedición a Chiquitos en 1815, el Directorio de Buenos Aires designó al coronel Santiago Carreras en su lugar, quien se rodeó de simpatizantes de los realistas, lo que originó una asonada en la que fue asesinado por soldados del Batallón de Pardos Libres a fines de aquel año. Asumió el gobierno el coronel José Manuel Mercado, principal hombre de confianza de Warnes, quien retornó de Chiquitos tras obtener la victoria de Santa Bárbara, del 7 de octubre, reasumiendo el mando como Gobernador en los primeros días de 1816. 
A su regreso, Warnes se dedicó a levantar el ánimo del pueblo y del ejército patriota. 

No les quedaban, pues, a los españoles otro enemigo en estas provincias que les causase inquietud, sino Warnes; y a la verdad que este jefe era uno de los más respetables de cuantos sostenían la causa de la revolución en este país, aislados y abandonados a sus propios recursos y valor…
Dámaso de Uriburu

Sus conocimientos militares, la organización y disciplina de sus tropas, el gran ascendiente que tenía en los habitantes de esta provincia, rodeada de impenetrables bosques y asperezas, "lo hacían formidable y digno de llamar la más seria atención de parte de sus enemigos", según afirma el historiador Enrique de Gandía.
En respuesta, el general Joaquín de la Pezuela —que había tomado Cochabamba en diciembre de 1815, después de la batalla de Viluma— dispuso que el coronel Francisco Javier Aguilera se dirigiera a Santa Cruz, diseñando personalmente todo un plan de invasión, a la vez que le asignaba recursos especiales e instrucciones precisas, según cuenta en sus memorias:

Me hacían conocer que mientras los rebeldes poseyesen a Vallegrande y las provincias de Santa Cruz, era muy expuesta la conservación de las demás y sus respectivas guarniciones.
Pezuela

Aguilera partió el 6 de diciembre de 1815, pero ya en Vallegrande recibió instrucciones de enfrentar al líder guerrillero Manuel Ascensio Padilla, a quien venció y mató en septiembre de 1816. Retornó y luego de vencer los obstáculos que se le puso en Vallegrande, salió con sus disciplinadas y veteranas tropas hacia Santa Cruz de la Sierra. 
Warnes necesitó entonces avivar más el patriotismo, por lo que recurrió a un expediente que había de darle los mejores resultados. En discursos pronunciados en las calles y proclamas que mandó distribuir profusamente, hizo ver al pueblo que se acercaba una invasión de tropas realistas procedentes del occidente, a quienes titulaba de naturales enemigos, y de que era llegado el momento de defender la propia tierra a costa de cualquier sacrificio (Sanabria). Meses antes había recibido copia del Acta de Independencia de las Provincias Unidas, firmada el 9 de julio en Tucumán, enviada a Santa Cruz por el general Manuel Belgrano.

## Fuerzas enfrentadas
Según fuentes antiguas, componían las veteranas fuerzas de Aguilera un total de 1600 hombres. Gran parte de ellas habían peleado contra los ejércitos de Napoleón y venían de derrotar al caudillo Padilla en El Villar. El Batallón Fernando VII, de 500 plazas; otros 500 infantes del Talaveras, formado de presidiarios españoles[cita requerida] y gente forajida[cita requerida]; dos escuadrones cochabambinos de caballería que sumaban 500 jinetes, y dos piezas de artillería con 50 soldados cada una. Las investigaciones actualizadas modifican el número de jinetes y agregan 200 auxiliares en la infantería, manteniendo el número total de 1600 hombres. 
El ejército patriota se componía de poco más de 1200 hombres distribuidos en las tres armas: la caballería al mando del coronel Mercado, la infantería al mando del comandante Saturnino Salazar y el comandante Rocha dirigía la artillería. En la infantería destacan los batallones Pardos Libres y Voluntarios de Santa Cruz, y una parte de la fusilería estaba integrada por unos 300 jóvenes criollos de lo más selecto de la juventud cruceña. 
Como se peleaba en las puertas de la ciudad, tanto el heroísmo como la carnicería eran inminentes; la ciudad ya había experimentado antes el ingreso intermitente del ejército realista, acompañado de saqueos[cita requerida] y fusilamientos. Por ambas razones había que exterminar[cita requerida] al enemigo a costa de cualquier sacrificio. Los cruceños no solo lucharían por la Libertad de la Patria Grande en términos ideológicos, sino por la Patria claramente visible y amada, que estaba a pocos metros de las arenas del Pari, en sus hogares: 

Los infantes vestían con blusas blancas y pantalones del mismo color, con almares rojos, hecho todo de género de algodón tejido en el país y un morrión de cuero, muy semejante en su forma a las monteras, lo que le daba un aspecto pintoresco. La caballería estaba armada de lanzas y vestía de los pies a la cabeza de cuero curtido, lo cual le daba un aspecto semejante a la caballería de la edad media, cuando los jinetes estaban cubiertos de armadura. Warnes llevaba el día del combate una chaqueta morada con visos blancos, sombrero blanco de fieltro, obra del país, de copa baja y emplumada, botas largas de cuero y espada al cinto.
Mariano Zambrana, (1925), '

Ambos ejércitos, victoriosos en anteriores batallas y con jefes de gran talla, tenían sus ventajas: la diferencia numérica y experiencia “profesional” eran favorables a los realistas, mientras que la caballería y la “preciosa artillería” daban ventaja a los patriotas. También pesaban el respaldo de la corona de un lado y el respaldo de la ciudad y su Cabildo del otro.

## La batalla
Después de las acciones previas de aproximación, el despliegue de ambos ejércitos se concentró en la loma llamada "San José" y sus proximidades, donde hoy se encuentra el monumento a José Manuel Mercado. Desde allí se produjo la encarnizada batalla extendiéndose hacia el río Pari, al noroeste, en la actual Plaza de El Pari. Duró desde las 11 de la mañana hasta caer la noche. 
Después de los fuegos de artillería y las acciones de seguridad con cazadores, Mercado atacó a la caballería enemiga, que fue interceptada y embestida, derrotándola y persiguiéndola.
Mientras tanto Warnes, atacaba a la infantería e iba torciendo la balanza hacia su favor en el Pari. Luego dirigió a sus tropas sobre la línea de fuego, pero un disparo cañón derribó al caballo de Warnes, quedando el caudillo con su pierna aprisionada. Este incidente fue aprovechado por un grupo de "talaverinos" que mató a Warnes a tiros y bayoneta, produciéndose el desconcierto de los patriotas tras la muerte de su comandante.
El comandante Salazar logró reorganizar la infantería y continuó la pelea. Después de más de siete horas de encarnizada lucha, con innumerables bajas de uno y otro lado, no quedaba más que un puñado de hombres, el campo yacía lleno de soldados muertos, algunos desmembrados, con sus caballos muertos. La Caballería retornó al Pari al final de la tarde, pero ya no había condiciones para arremeter. 
Al caer la noche cesó la batalla, y se escuchaban disparos y gritos intermitentes. Los patriotas se reagruparon, pero la falta del líder impidió la reorganización. Entonces decidieron hacer la resistencia desde Saipurú, (provincia Cordillera). Los realistas organizaron un reducto en el campo del Pari y allí quedaron durante cuarenta y seis horas, hasta que tomaron contacto con sus partidarios y decidieron entrar a la ciudad para consolidar una victoria pírrica. El coronel Aguilera expuso en una picota la cabeza de Warnes, en la esquina sudeste de la Plaza de Armas de Santa Cruz de la Sierra, su ciudad natal.

## Conmemoración
El lugar donde cayó el coronel Warnes fue señalado en 1916 con el levantamiento de una plaza que se denominó, mediante ordenanza municipal, Plaza El Parí; en la actualidad, esta es también llamada "plazuela Fátima" debido a la iglesia aledaña. Está ubicada en la intersección de la Av. Grigota con la Av. 26 de Febrero, (2.º anillo), en la ciudad de Santa Cruz de la Sierra.
Historiadores bolivianos y argentinos, en el marco del Bicentenario, han valorado la acción como un triunfo estratégico para la causa de la Patria, en el contexto sudamericano, por haberse exterminado un poderoso ejército invasor a costa de la inmolación de las fuerzas patriotas. 
El año 2016 se organizó un Comité Organizador del Bicentenario de la Batalla de El Pari, para conmemorar la gloriosa jornada que defendió y consolidó la independencia declarada cuatro meses antes en Tucumán, impidiendo el paso del ejército realista a las provincias del Sur. La historia también será llevada al cine por productoras bolivianas.